# Ferrer cama-roig
El ferrer cama-roig (Ceriagrion tenellum) és un petit odonat zigòpter europeu de la família Coenagrionidae.
Viu en pantans i rierols. És present a Catalunya.

## Identificació
Aquest zigòpter mesura entre 25 i 35 mil·límetres de llargada. És molt més curt que el ferrer camanegre (Pyrrhosoma nymphula) amb qui de vegades es confon. Una bona manera de diferenciar-los és mirar el color de les seves potes; el ferrer cama-roig les té vermelles o groguenques i el ferrer camanegre les té negres.
En ambdós sexes el tòrax és fosc en la part superior.
El mascle té l'abdomen enterament vermell.
La femella té l'abdomen fosc al principi i la resta de color vermell. La forma melanogastrum té un abdomen gairebé completament fosc marcat amb divisions dels segment pàl·lides, els dos últims dels quals són de color vermellós. Una forma molt rara, erythrogastrum, s'assembla a la masculina.

## Comportament
Els adults volen baix i feblement, rarament van lluny de la zona on fan la posta. Igual que el donzell mercurial (Coenagrion mercuriale), a qui de vegades acompanya, volen des d'abril-maig fins a finals d'agost. Poden, però, ser sorprenentment discrets, fins i tot els mascles.
Els mascles són agressius amb els altres mascles, però no són territorials. La posta la fan en tàndem.

## Ous i larves
La femella pon ous dins les plantes submergides i emergents que posteriorment es desclouen al cap d'aproximadament un mes. Les larves són molt petites, al voltant de 16 a 17 mil·límetres, i es troben en torberes àcides, rierols i estanys amb molta vegetació. Viuen en el fons i es desenvolupen després de dos anys.

## Galeria

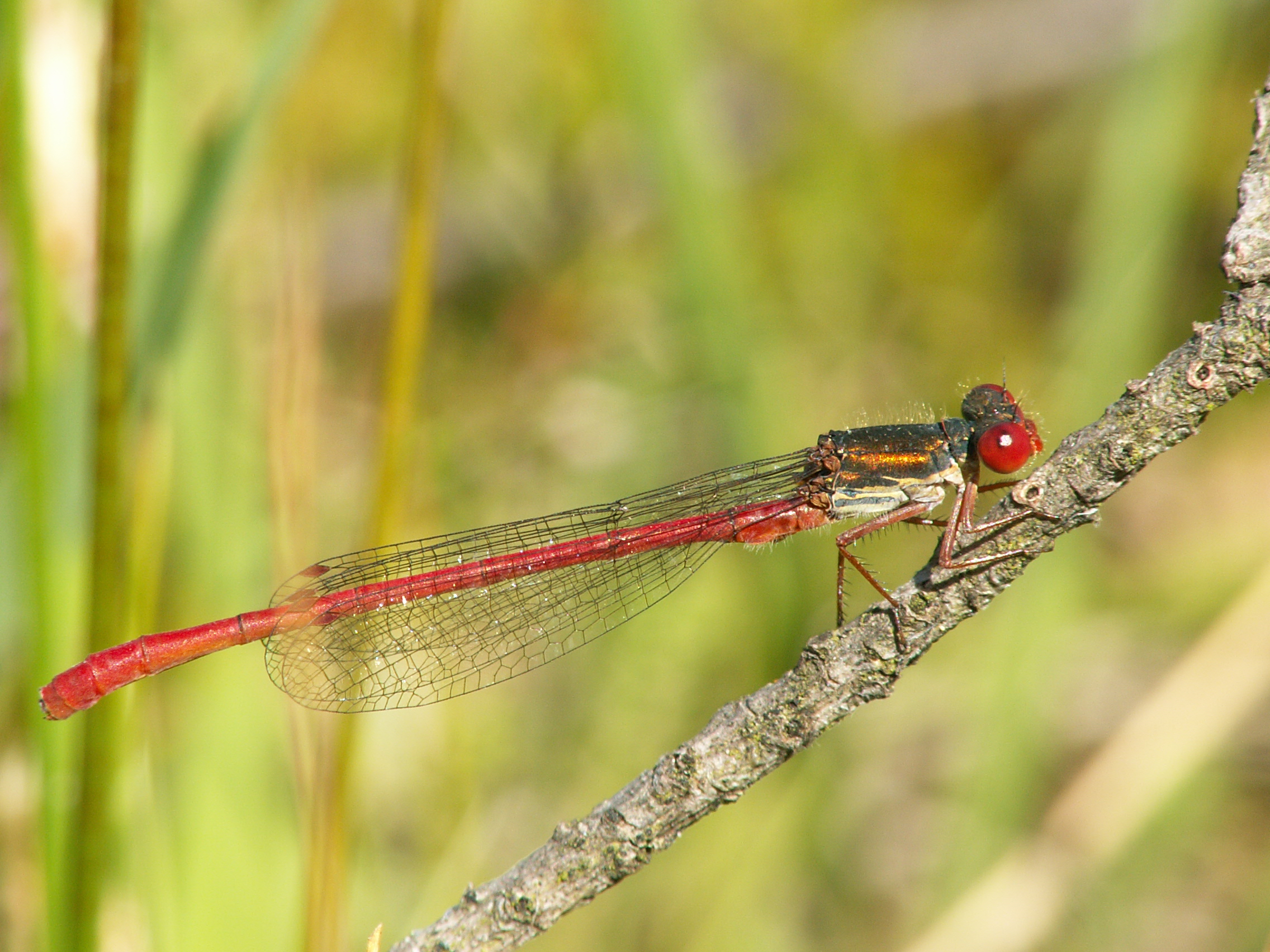
Ceriagrion tenellum mascle
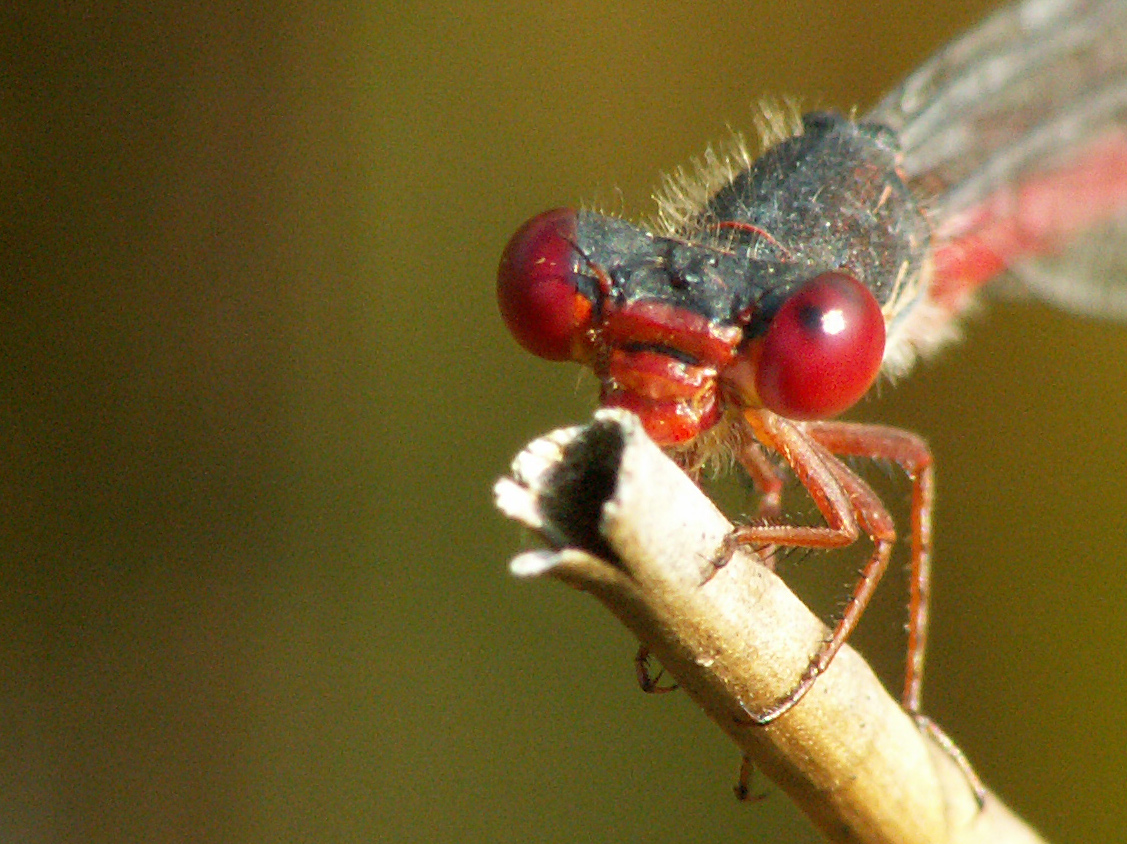
Ceriagrion tenellum
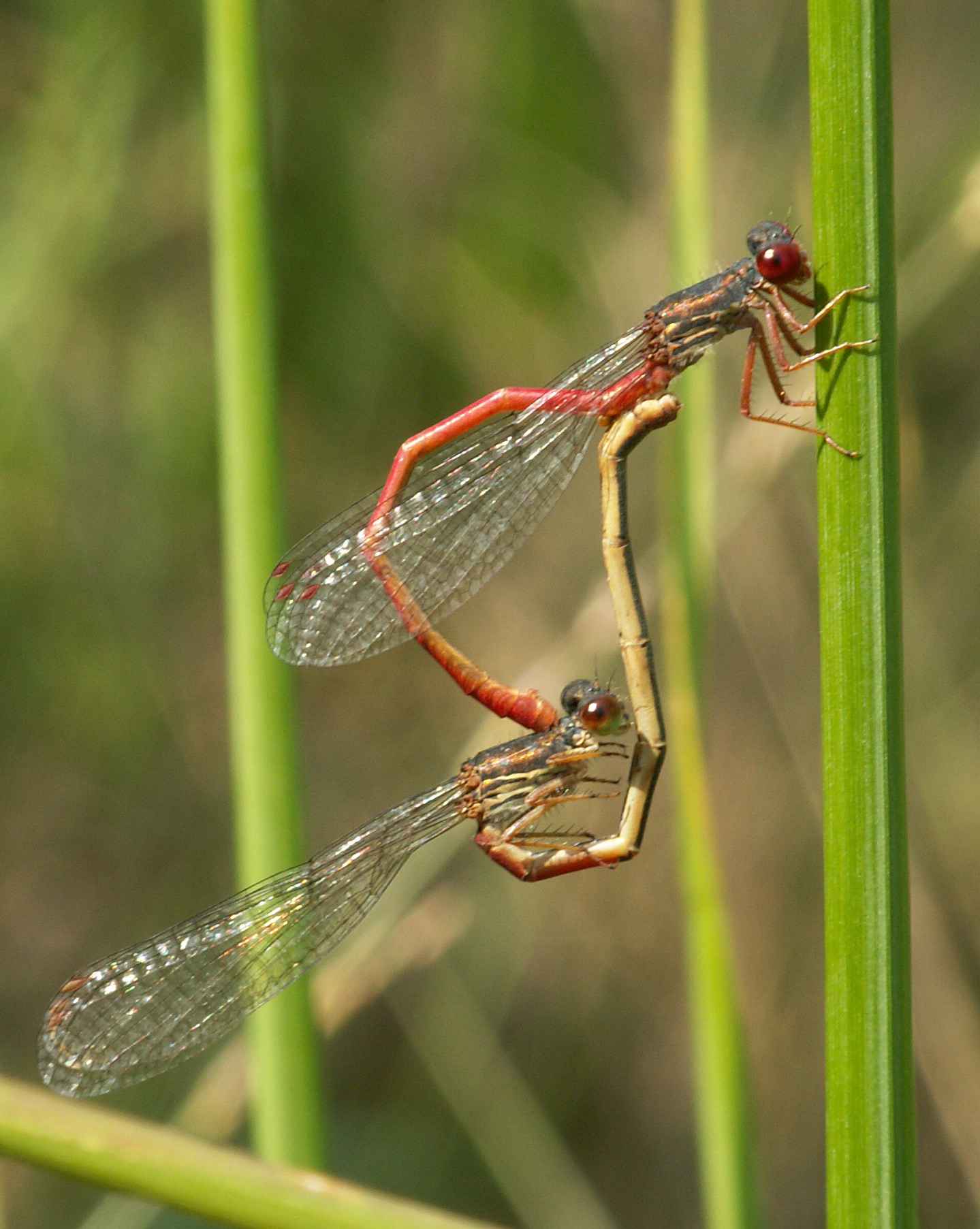
Ceriagrion tenellum còpula
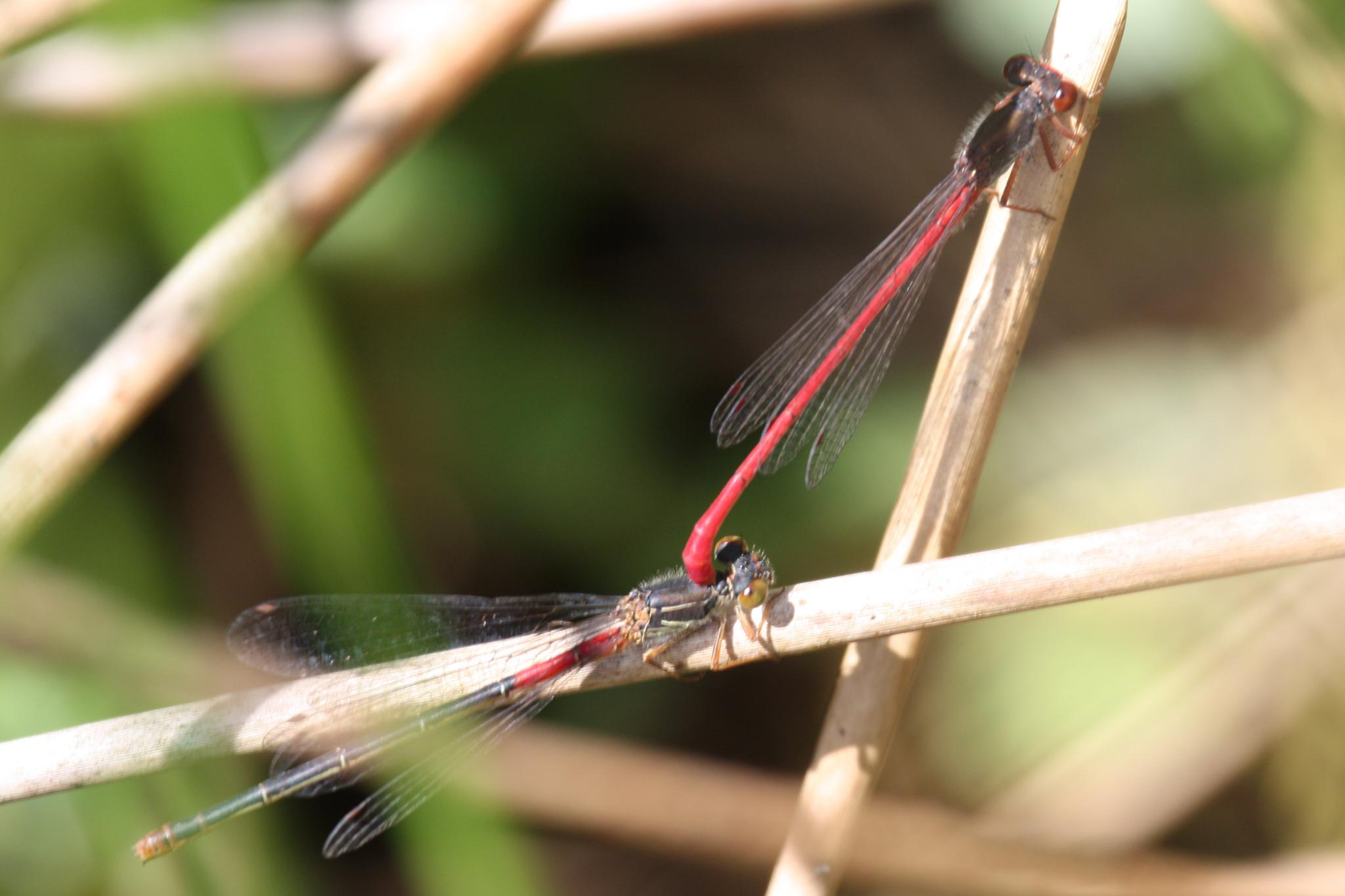
Ceriagrion tenellum tàndem
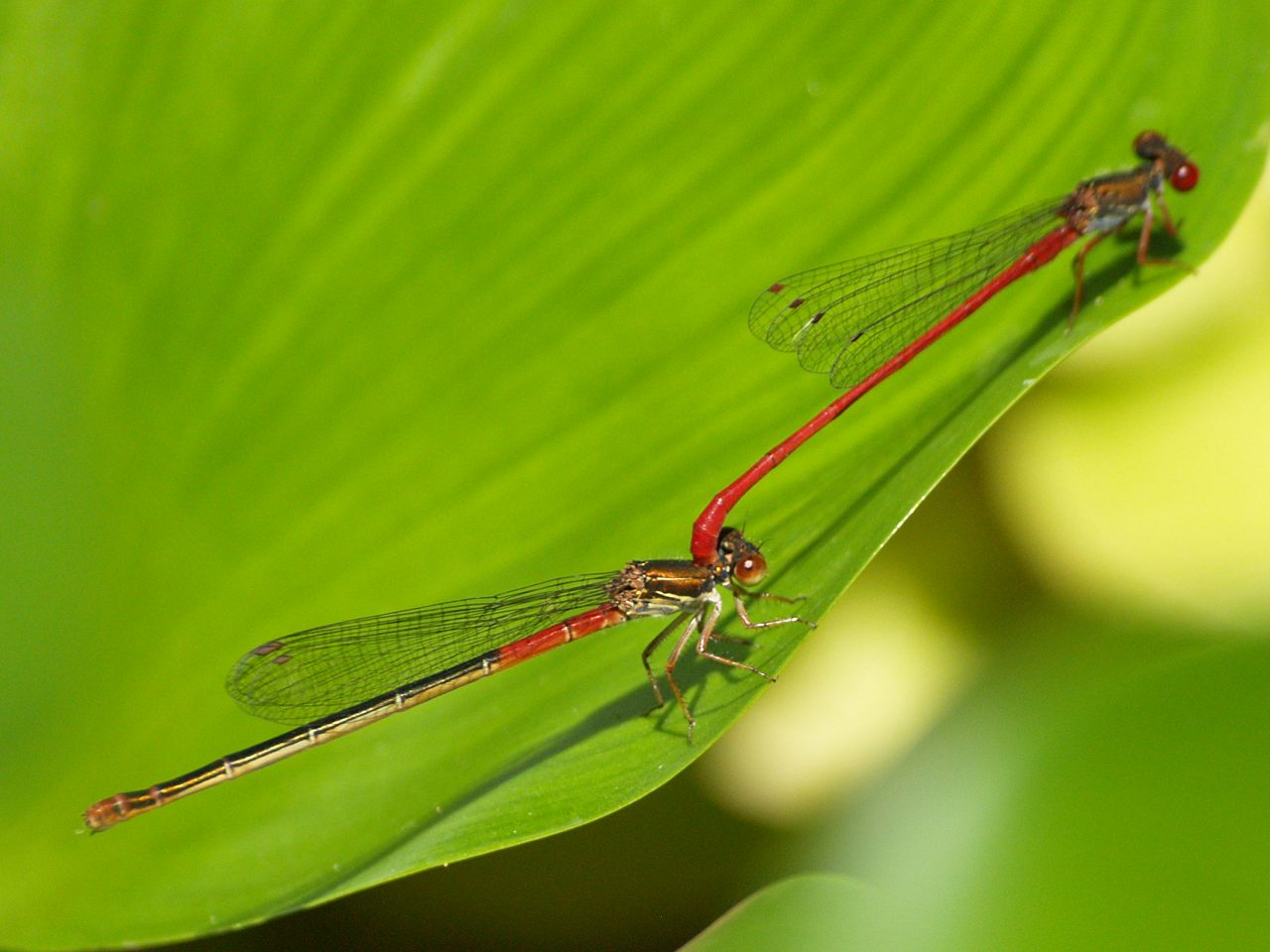
Ceriagrion tenellum tàndem